# Каумакані (Гаваї)
Каумакані (англ. Kaumakani) — переписна місцевість (CDP) в США, в окрузі Кауаї штату Гаваї. Населення — 672 особи (2020).

## Географія
Каумакані розташоване за координатами 21°55′4″ пн. ш. 159°37′38″ зх. д. / 21.91778° пн. ш. 159.62722° зх. д. (21.917765, -159.627269).  За даними Бюро перепису населення США в 2010 році переписна місцевість мала площу 2,74 км², з яких 2,46 км² — суходіл та 0,29 км² — водойми.

## Демографія
Згідно з переписом 2010 року, у переписній місцевості мешкало 749 осіб у 203 домогосподарствах у складі 162 родин. Густота населення становила 273 особи/км².  Було 219 помешкань (80/км²).
Расовий склад населення:
| - 66,9 % — азіатів - 5,2 % — вихідців з тихоокеанських островів - 4,5 % — білих - 0,1 % — корінних американців |

До двох чи більше рас належало 22,8 %. Частка іспаномовних становила 5,3 % від усіх жителів.
За віковим діапазоном населення розподілялося таким чином: 26,8 % — особи молодші 18 років, 58,8 % — особи у віці 18—64 років, 14,4 % — особи у віці 65 років та старші. Медіана віку мешканця становила 36,6 року. На 100 осіб жіночої статі у переписній місцевості припадало 117,1 чоловіків;  на 100 жінок у віці від 18 років та старших — 112,4 чоловіків також старших 18 років.
Середній дохід на одне домашнє господарство  становив 69 678 доларів США (медіана — 60 938), а середній дохід на одну сім'ю — 65 519 доларів (медіана — 65 385). За межею бідності перебувало 10,4 % осіб, у тому числі 12,6 % дітей у віці до 18 років та 16,9 % осіб у віці 65 років та старших.
Цивільне працевлаштоване населення становило 418 осіб. Основні галузі зайнятості: сільське господарство, лісництво, риболовля — 17,0 %, мистецтво, розваги та відпочинок — 15,3 %, науковці, спеціалісти, менеджери — 10,3 %, освіта, охорона здоров'я та соціальна допомога — 10,3 %.